# Бурино (Челябинская область)
Бурино — деревня в Кунашакском районе Челябинской области. Входит в состав Халитовского сельского поселения. 

## География
Расположена в северо-восточной части района, на берегу озера Комкуль. Расстояние до районного центра, Кунашака, 34 км.

## История
Деревня основана в середине 18 века, упоминается в материалах переписи 1811 как зимовье-кош родовой группы буре, входившей в племя сольют (буре — волк, тотем рода)

## Население
| 2002 | 2010 |
| ---- | ---- |
| 381  | ↘360 |

(в 1897 — 681, в 1995 — 432)

## Улицы
- Клубная улица
- Приозерная улица
- Садовая улица
- Улица Учителей
- Школьная улица